# 曽根幸一
曽根 幸一（そね こういち、1936年12月7日 - ）は日本の都市計画家、建築家、アーバンデザイナー。曽根幸一環境設計研究所所長。芝浦工業大学名誉教授。曽根裕は息子。

## 略歴
- 1936年、静岡県に生まれる。
- 1955年、静岡県立静岡高等学校卒業。
- 1959年、東京芸術大学美術学部建築科卒業。
- 1964年、東京大学大学院建築学専攻博士課程満期退学。東京大学工学部都市工学科助手を経て、環境設計研究所設立し主宰。
- 1967年、東京芸術大学建築科講師（この間、東京大学丹下健三研究室で各種の設計に従事）
- 1968年、環境設計研究所を設立・主宰　（現、曽根幸一・環境設計研究所）
- 芝浦工業大学システム工学部環境システム学科教授を経て、名誉教授。

## 作品

### 施設作品
- 日本万国博覧会基幹施設レイアウト（1969年、大阪市）－日本建築学会特別賞
  - 同計画の延長として「動く歩道と7つの広場」を設計
- 長岡市民体育館（1991年、新潟県）－日本建築士会連合会賞最優秀賞
- 秋田県八郎潟生物資源総合開発利用センター（1988年、秋田県）
- 秋田市健康センター（1985年、秋田県）
- 高崎市東貝沢団地（1985年、群馬県）
- 水戸桜ヶ丘アパート（1984年、茨城県）
- 長野真島団地（長野県、1984年）
- 湖畔のアトリエ（山梨県、1974年）
- 西方１丁目団地（東京都、1989年）
- 赤村ふるさとセンター（福岡県、1999年）
- 下館ゴルフ倶楽部・クラブハウス（茨城県、1996年）
- 東京臨海新交通ゆりかもめ駅舎（東京都、1995年）
- 川崎市幸老人福祉センター（神奈川県、1994年）
- 稲城市体育館（東京都、1993年）
- 江守画廊内装（東京都、1991年）
- 目黒コーポラティブハウス・セルズ（東京都、2003年）
- 多摩市立複合文化施設（パルテノン多摩）（1992年、多摩市）－公共建築賞優秀賞
- 幕張ベイタウン・セントラルパーク託児所（千葉県、2001年）
- 幕張ベイタウン パティオス11番街（1997年、千葉市）- BCS賞
- 幕張ベイタウン・パティオス（1999年、千葉市）- グッドデザイン賞・アーバンデザイン賞
- 幕張ベイタウン・マリーンデッキ（2002年、千葉市）- グッドデザイン賞
- 富山県総合運動公園全体計画、同陸上競技場（1993-2000年、富山市）
- いわて県民情報交流センター アイーナ（2000-2005年、岩手県）

都市デザインの観点から建築を捉える姿勢をとっている。建築を都市・環境のファブリックの一部と考えることから、建築の設計のみでなく、土木・造園・ID・アートなど他領域とのコラボレーションやマネージメントそのものを業務とする場合もある。